# Arash Pournouri
Arash Andreas "Ash" Pournouri, född 28 augusti 1981 i Iran, är en iransk-svensk musikmanager, låtskrivare och skivbolagsägare. Han är främst känd som manager till Avicii, ett samarbete som avslutades i december 2016.
Pournouri äger skivbolaget PRMD och bokningsagenturen At Night Management.
Pournouri har studerat juridik och tidigare drivit restauranger och barer i Norge samt arrangerat klubbkvällar i Stockholm. Han har även drivit flera IT-projekt som han själv beskrivit som misslyckade.
År 2014 prisades Pournouri som MVP (Most Valuable Person) av Denniz Pop Awards.
Den 9 juli 2015 var Pournouri värd för Sommar i P1 i Sveriges Radio.

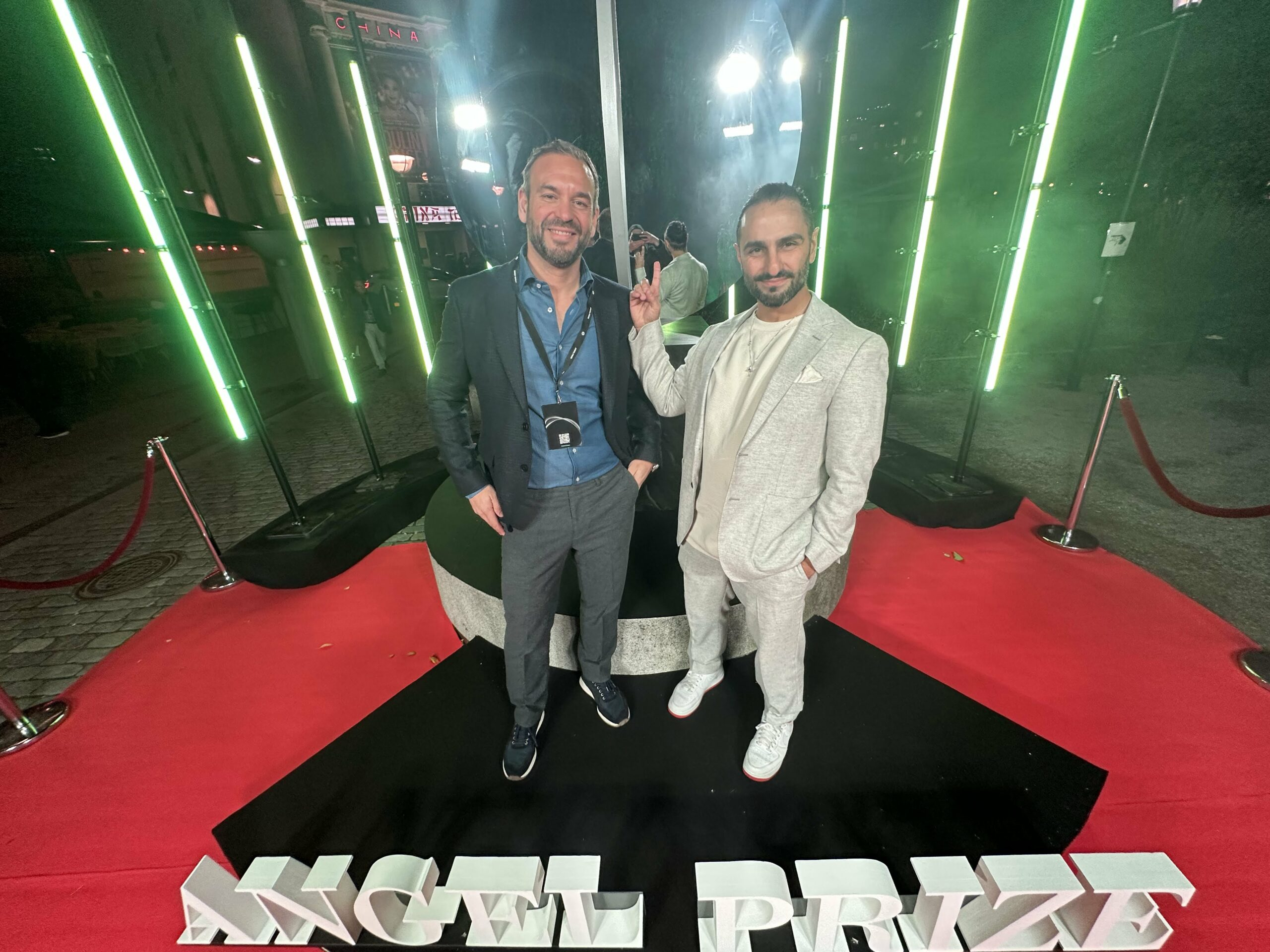
Andreas Grape (t.v.) och Ash Pournouri på röda matten för Angel Prize. Foto: Anders Frick

Numera driver han galan Angel Prize tillsammans med Andreas Grape.
Den 31 mars 2024 stod det klart att Pournouri kommer att sitta med som ny jurymedlem i TV-programmet Idols tjugonde säsong i Sverige. Han blir därmed den andra nya jurymedlemmen att komma med i programmet efter Peg Parnevik, som anslöt sig till programmet och juryn den 23 mars 2024.